# 松下Lumix DMC-GM5
Lumix DMC-GM5是松下公司于2014年10月推出的微4/3系统相机，属于数码无反分类。
之前于2013年，松下发布了GM1，主打轻便，机身与轻便相机RX100相近，但是不提供取景器、翻转屏等常见功能；次年推出的GM5加入了内置电子取景器与热靴接口；同时相比GM1的全电子快门，加入了精简的帘幕机械快门，与电子快门混合使用（当快门速度高于1/500s，为电子快门；小于1/500s时，可启用前帘电子、后帘机械的选择）。配置了于该年早些时候的高阶机型GH4相同的240fps对焦刷新率。
该机型并没有在中国大陆及台湾发布，仅在香港有销售。

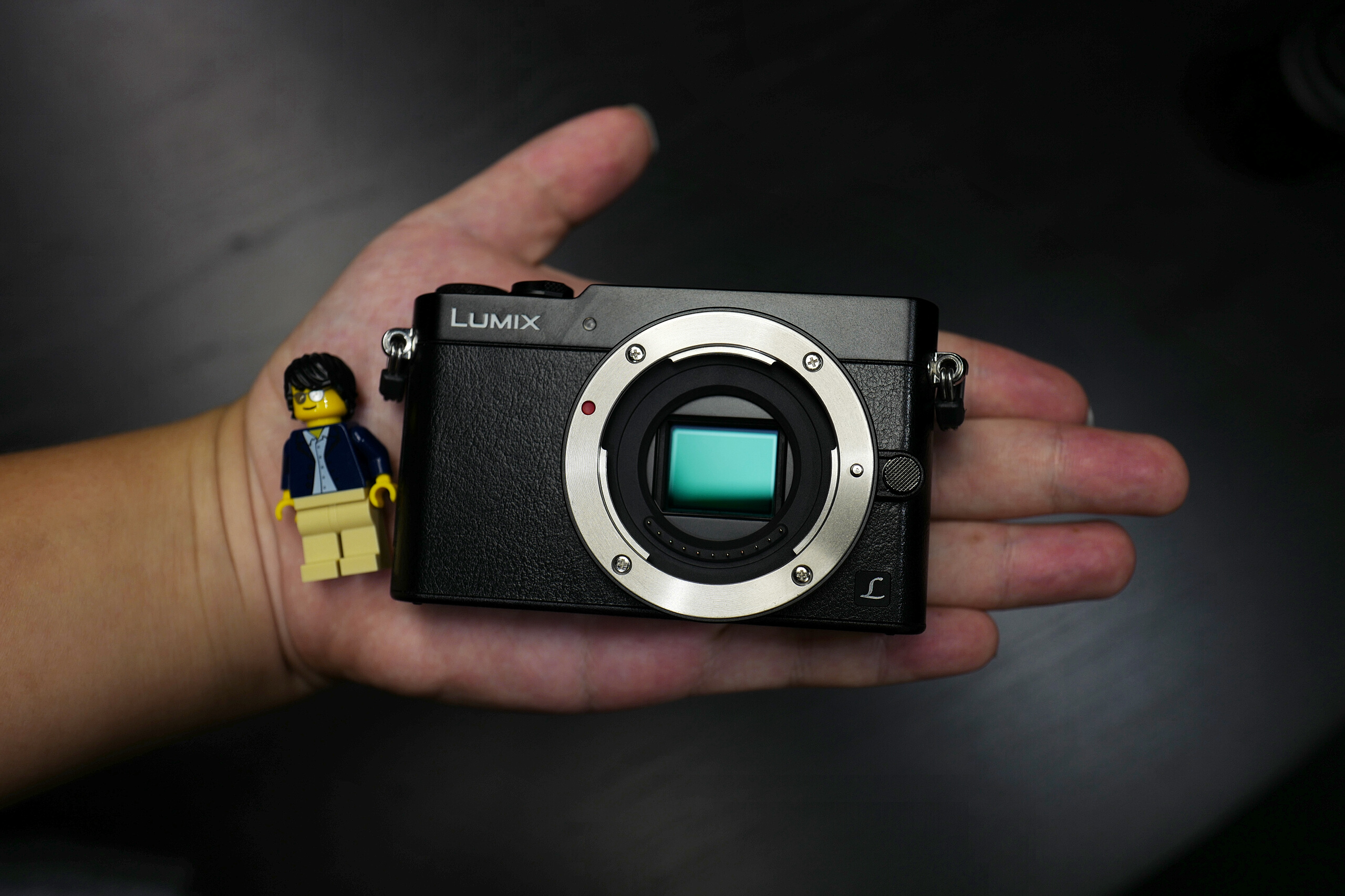
掌中GM5
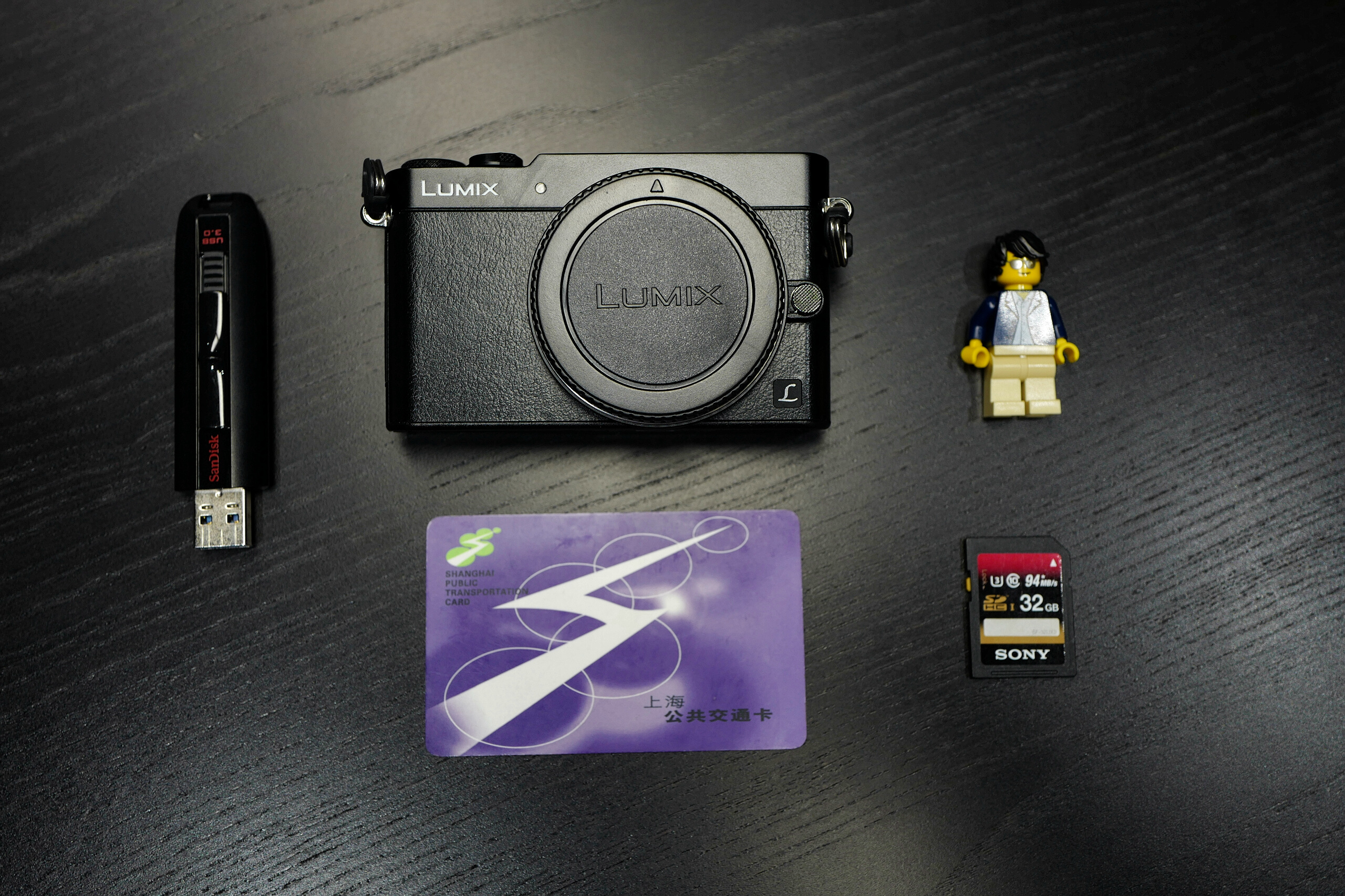
与交通卡及SD卡的比较